# Richard Erml
Richard Erml (* 1. června 1961 Praha) je český spisovatel, publicista, divadelní kritik, dramaturg a scenárista.

## Život a dílo
V roce 1984 vystudoval dramaturgii a scenáristiku na Filmové a televizní fakultě Akademie múzických umění v Praze (FAMU). Do sametové revoluce v roce 1989 pracoval jako topič ve Fakultní nemocnici Královské Vinohrady, poté jako redaktor Zemědělských novin a kulturního čtrnáctideníku Scéna. Od roku 1992 je zaměstnán v Divadelních novinách jako divadelní kritik a publicista. Přispívá do týdeníku Reflex a do Mladé fronty Dnes. Externě spolupracuje s Českou televizí jako dramaturg dokumentů. Jeho manželkou je tibetoložka Zuzana Ondomišiová, která s Richardem Ermlem spolupracovala na knize Tibetské nebe, peklo, ráj.
Ve své tvorbě byl autor ovlivněn Tibetem, který několikrát navštívil. V roce 2002 vydal svou první knihu Zuzanka a tibetské velehory (deník ze svatební cesty v dopisech), později následovaly knihy Tibetské nebe, peklo, ráj a Panker a já v hustym Ladaku, na které se spolupodílel i jeho syn Taši Erml. Jeho druhým velkým tématem je rodná Libeň, která se objevuje například v knihách Jidášovi bratři Libeňský román. Z reportážního záznamu rozhovorů s herečkou Bárou Hrzánovou vznikla kniha Vinnetou naší doby.